# ジェニュインリスク
ジェニュインリスク (Genuine Risk) とは、アメリカ合衆国の競走馬、繁殖牝馬である。1980年、リグレット以来65年ぶり・史上2頭目の牝馬によるケンタッキーダービー優勝を達成。同年のエクリプス賞最優秀3歳牝馬。1986年、アメリカ競馬名誉の殿堂入り。「20世紀のアメリカ名馬100選」では第91位に選出されている。主戦騎手はファシント・ヴァスケス。

## 経歴
1977年2月、ケンタッキー州の牧場に生まれる。翌1978年7月にファシグティプトン社が開催したセリ市において3万1500ドルで落札され、ファイアストーン夫妻の所有馬となった。1979年、競走年齢の2歳に達してニューヨーク州のルロイ・ジョリー厩舎に入る。

### 戦績
9月30日のメイドン（未出走・未勝利戦）で初勝利を挙げると、続くアローワンス（一般競走）、テンプテッドステークスと3連勝を遂げる。重賞初出走となったデモワセルステークスでは、この年の最優秀2歳牝馬に選出されるスマートアングルを鼻差で退け、無敗のままシーズンを終えた。
翌1980年3月に復帰し、緒戦の一般競走を2馬身半差で勝利する。これにより、春は牡馬を相手にクラシック路線を進むことが決定し、次走はケンタッキーダービーへの前哨戦としてハンデキャップ競走に出走。ここも快勝し6連勝を達成したが、楽に勝ち過ぎたと見た陣営は、2週間後、クラシック有力馬が集うウッドメモリアルステークスへ向かった。レースでは、終始先行したプラグドニックルから1馬身半差の3着となり、初の敗戦を喫した。

#### クラシックへ出走
改めて出走したケンタッキーダービーでは、前年の最優秀2歳牡馬ロックヒルネイティヴが1番人気、プラグドニックルが2番人気となり、1959年のシルヴァースプーン（5着）以来21年振りの出走牝馬となった本馬は、13頭立ての6番人気であった。レースでは先団を進み、第3コーナーで先頭に立つと、最後は追い込んできたランボを1馬身凌いで優勝。牝馬として65年ぶり、史上2頭目のケンタッキーダービー制覇を果たした。
続く二冠目のプリークネスステークスでは1番人気に支持される。レースでは追走に手間取って中団を進んだが、第3コーナーで上位に進出すると、第4コーナー出口では先頭を行くコーデックスに並び掛けた。しかしこの際に両馬が激しく接触し、直線でジェニュインリスクが失速。最後は突き放され、4馬身強の差で2着に終わった。競走後、コーデックス鞍上のアンヘル・コルデロ・ジュニアが第4コーナーでジェニュインリスクの進路を妨害しようとしたうえ、顎、眼窩、首を鞭で叩いたとして、ジェニュインリスク陣営からメリーランド州競馬委員会に審議を求める申し立てが行われた。しかし馬体の接触は故意の行為とは認められず、鞭で叩いた事実もビデオでは確認できないとして、結果の変更はなかった。
クラシック最終戦のベルモントステークスは、12ハロン（約2400メートル）という距離と不良馬場が不安視され、コーデックス、ランボに次ぐ3番人気となる。レースでは最内枠の発走から先行すると、直線ではロックヒルネイティヴ、テンパランスヒルとともに競り合いとなった。しかし最後はテンパランスヒルが抜け出し、ジェニュインリスクは2馬身差の2着となってクラシックへの挑戦を終えた。

#### 引退まで
ベルモントステークスのあとはしばし休養し、9月にマスケットステークスで復帰。ひさびさの牝馬限定戦出走に、圧倒的な1番人気に支持された。しかしケンタッキーオークスやコーチングクラブアメリカンオークスなどの優勝馬ボールドンディターミンとの競り合いにハナ差遅れ、初めて牝馬相手に敗れた。続くラフィアンハンデキャップでは優勝、次走に予定していたベルデイムステークスを回避し、休養に入る。この年のエクリプス賞最優秀3歳牝馬部門では、牡馬相手の快挙を達成したジェニュインリスクと、直接対決で勝利し、この年12戦9勝・うちG1競走5勝という成績を残したボールドンディターミンのどちらが受賞するかが注目を集めたが、三冠路線での安定した活躍が評価され、ジェニュインリスクに賞が贈られた。
翌1981年も競走生活を続行、一般競走を9馬身半差で圧勝して4歳シーズンを始動した。続く一般競走で芝コースに初出走したが、3着に敗退。その後ダートに戻った一般競走を8馬身差で制し、牡馬相手のウッドワードステークスに臨む予定であったが、競走数日前に出走を回避。同時に競走馬引退、繁殖入りが発表された。

### 引退後
引退後は馬主のファイアーストーン夫妻が所有する牧場で繁殖牝馬となったが、死産、流産、不受胎などを繰り返し、10年以上に渡り産駒のないまま過ごした。1990年にスリーチムニーズファームに移って治療が続けられ、1992年に初めて、父ラーイの健康な牡駒を産み、「ジェニュインリスク出産」の見出しでブラッド・ホース誌の表紙を飾った。その後、1996年にふたたび牡駒（父チーフホンチョ）を産み、2000年に繁殖生活からも引退した。両馬はともに競走馬としては出走せず、ラーイとの産駒はジェニュインリワードの名で種牡馬に、チーフホンチョとの産駒は去勢されてショーホースとなった。
その功績を記念し、1984年よりニューヨーク州ベルモントパーク競馬場において、G2競走「ジェニュインリスクブリーダーズカップハンデキャップ」が創設され、2006年まで施行された。その後もジェニュインリスクは長寿を保っていたが、2008年8月18日、老衰により31歳で死亡した。

## 血統表
| ジェニュインリスクの血統（レイズアネイティヴ系 / Bois Roussel4×5=9.38%（母内） | ジェニュインリスクの血統（レイズアネイティヴ系 / Bois Roussel4×5=9.38%（母内） | ジェニュインリスクの血統（レイズアネイティヴ系 / Bois Roussel4×5=9.38%（母内） | （血統表の出典） | （血統表の出典） |
| 父 Exclusive Native 1965 栗毛 アメリカ                                         | 父の父Raise a Native 1961 栗毛 アメリカ                                        | Native Dancer                                                                  | Polynesian       | Polynesian       |
| 父 Exclusive Native 1965 栗毛 アメリカ                                         | 父の父Raise a Native 1961 栗毛 アメリカ                                        | Native Dancer                                                                  | Geisha           |                  |
| 父 Exclusive Native 1965 栗毛 アメリカ                                         | 父の父Raise a Native 1961 栗毛 アメリカ                                        | Raise You                                                                      | Case Ace         | Case Ace         |
| 父 Exclusive Native 1965 栗毛 アメリカ                                         | 父の父Raise a Native 1961 栗毛 アメリカ                                        | Raise You                                                                      | Lady Glory       |                  |
| 父 Exclusive Native 1965 栗毛 アメリカ                                         | 父の母Exclusive 1953 栗毛 アメリカ                                             | Shut Out                                                                       | Equipoise        | Equipoise        |
| 父 Exclusive Native 1965 栗毛 アメリカ                                         | 父の母Exclusive 1953 栗毛 アメリカ                                             | Shut Out                                                                       | Goose Egg        |                  |
| 父 Exclusive Native 1965 栗毛 アメリカ                                         | 父の母Exclusive 1953 栗毛 アメリカ                                             | Good Example                                                                   | Pilate           | Pilate           |
| 父 Exclusive Native 1965 栗毛 アメリカ                                         | 父の母Exclusive 1953 栗毛 アメリカ                                             | Good Example                                                                   | Parade Girl      |                  |
| 母 Virtuous 1971 鹿毛 アメリカ                                                 | 母の父Gallant Man 1954 鹿毛 イギリス                                           | Migoli                                                                         | Bois Roussel     | Bois Roussel     |
| 母 Virtuous 1971 鹿毛 アメリカ                                                 | 母の父Gallant Man 1954 鹿毛 イギリス                                           | Migoli                                                                         | Mah Iran         |                  |
| 母 Virtuous 1971 鹿毛 アメリカ                                                 | 母の父Gallant Man 1954 鹿毛 イギリス                                           | Majideh                                                                        | Mahmoud          | Mahmoud          |
| 母 Virtuous 1971 鹿毛 アメリカ                                                 | 母の父Gallant Man 1954 鹿毛 イギリス                                           | Majideh                                                                        | Qurrat-al-Ain    |                  |
| 母 Virtuous 1971 鹿毛 アメリカ                                                 | 母の母Due Respect 1958 鹿毛 イギリス                                           | *ズクロ Zucchero                                                               | Nasrullah        | Nasrullah        |
| 母 Virtuous 1971 鹿毛 アメリカ                                                 | 母の母Due Respect 1958 鹿毛 イギリス                                           | *ズクロ Zucchero                                                               | Castagnola       |                  |
| 母 Virtuous 1971 鹿毛 アメリカ                                                 | 母の母Due Respect 1958 鹿毛 イギリス                                           | Auld Alliance                                                                  | Brantome         | Brantome         |
| 母 Virtuous 1971 鹿毛 アメリカ                                                 | 母の母Due Respect 1958 鹿毛 イギリス                                           | Auld Alliance                                                                  | Iona F-No.1-n    |                  |